# Rita Gerschner

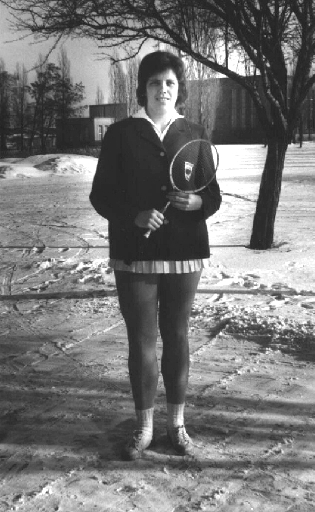
Rita Gerschner Mitte der 1960er

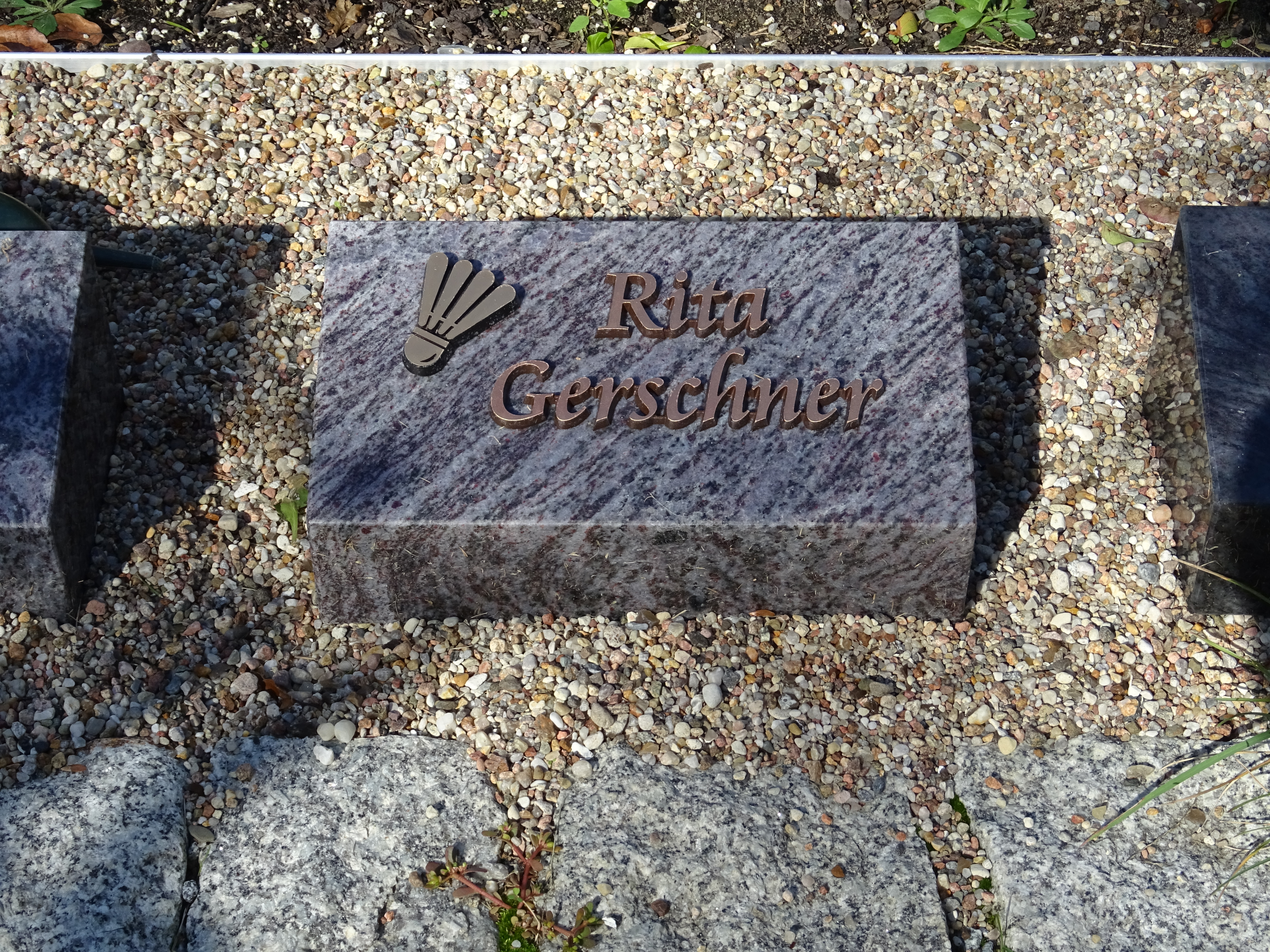
Grabstätte

Rita Gerschner (* 19. September 1941 in Hilbersdorf; † 31. März 2024 in Cottbus) war eine deutsche Badmintonspielerin und die dominierende Persönlichkeit bei den Damen im DDR-Badminton Anfang der 1960er Jahre.

## Karriere
In ihrem Geburtsort erlernte sie das Badminton-Spiel bei Traktor Hilbersdorf. Für diese Betriebssportgemeinschaft errang sie auch ihre ersten nationalen Erfolge. So gewann sie bei den ersten DDR-Einzelmeisterschaften 1961 alle drei möglichen Einzeltitel. Ein Jahr später toppte sie diese Leistung gar noch durch den zusätzlichen Gewinn der Mannschaftsmeisterschaft, nun für Aktivist Tröbitz spielend. Mit dem Team gewann sie von 1962 bis 1971 insgesamt 10 Titel in Folge. Die Glanzleistung, alle vier möglichen Titel in einer Saison zu erkämpfen, gelang ihr auch in den vier Spielzeiten von 1963 bis 1966. In den nächsten Jahren folgte eine Serie von Silbermedaillengewinnen in den Einzeldisziplinen, um dann zum Ende ihrer Laufbahn an der Seite der neu heranwachsenden Tröbitzer Badmintongeneration um Monika Thiere und Joachim Schimpke am Anfang der 1970er noch einmal zur Hochform aufzulaufen. In den Spielzeiten 1969/1970 und 1970/1971 gewann sie drei von vier möglichen Titeln einer Saison. Insgesamt wurde sie 33-mal DDR-Titelträgerin und sechsmal Silbermedaillengewinnerin, ohne je eine Bronzemedaille zu erkämpfen.
International nahm Rita Gerschner an den GANEFO 1963 in Indonesien teil. Dort schied sie in der Vorrunde im Dameneinzel gegen Chen Jiayan aus. Auch im Doppel mit Megah Inawati war in der Vorrunde Endstation. Letztendlich blieb sie die einzige Europäerin, die je bei GANEFO startete. 1963 wurde sie ebenfalls mit dem Titel Meister des Sports geehrt.
Rita Gerschner lebte bis zu ihrem Tod in Cottbus.

## Sportliche Erfolge
| Saison    | Veranstaltung                | Disziplin   | Platz      | Name |
| --------- | ---------------------------- | ----------- | ---------- | --- |
| 1959      | Silberner Federball          | Dameneinzel | 1          | Rita Gerschner (Traktor Hilbersdorf) |
| 1960.     | Silberner Federball          | Dameneinzel | 1          | Rita Gerschner (Traktor Hilbersdorf) |
| 1960/1961 | DDR-Einzelmeisterschaft      | Damendoppel | 1          | Rita Gerschner / Ruth Preuß (Traktor Hilbersdorf / Post Berlin) |
| 1960/1961 | DDR-Einzelmeisterschaft      | Mixed       | 1          | Hans Abraham / Rita Gerschner (EBT Berlin / Traktor Hilbersdorf) |
| 1960/1961 | DDR-Einzelmeisterschaft      | Dameneinzel | 1          | Rita Gerschner (Traktor Hilbersdorf) |
| 1961      | Silberner Federball          | Dameneinzel | 1          | Rita Gerschner (Traktor Hilbersdorf) |
| 1961/1962 | DDR-Einzelmeisterschaft      | Mixed       | 1          | Erich Wilde / Rita Gerschner (Aktivist Tröbitz) |
| 1961/1962 | DDR-Mannschaftsmeisterschaft | Mannschaft  | 1          | Aktivist Tröbitz (Gottfried Seemann, Gerolf Seemann, Peter Schurig, Erich Wilde, Klaus Katzor, Annemarie Fritzsche, Rita Gerschner, Helga Krüger)                                                                    |
| 1961/1962 | DDR-Einzelmeisterschaft      | Dameneinzel | 1          | Rita Gerschner (Aktivist Tröbitz) |
| 1961/1962 | DDR-Einzelmeisterschaft      | Damendoppel | 1          | Rita Gerschner / Annemarie Fritzsche (Aktivist Tröbitz) |
| 1962/1963 | DDR-Einzelmeisterschaft      | Dameneinzel | 1          | Rita Gerschner (Aktivist Tröbitz) |
| 1962/1963 | DDR-Einzelmeisterschaft      | Mixed       | 1          | Gottfried Seemann / Rita Gerschner (Aktivist Tröbitz) |
| 1962/1963 | DDR-Mannschaftsmeisterschaft | Mannschaft  | 1          | Aktivist Tröbitz (Gottfried Seemann, Gerolf Seemann, Erich Wilde, Klaus Katzor, Annemarie Fritzsche, Rita Gerschner)                                                                                                 |
| 1962/1963 | DDR-Einzelmeisterschaft      | Damendoppel | 1          | Rita Gerschner / Annemarie Fritzsche (Aktivist Tröbitz) |
| 1963/1964 | DDR-Einzelmeisterschaft      | Mixed       | 1          | Gottfried Seemann / Rita Gerschner (Aktivist Tröbitz) |
| 1963/1964 | DDR-Einzelmeisterschaft      | Dameneinzel | 1          | Rita Gerschner (Aktivist Tröbitz) |
| 1963/1964 | DDR-Mannschaftsmeisterschaft | Mannschaft  | 1          | Aktivist Tröbitz (Gottfried Seemann, Gerolf Seemann, Erich Wilde, Klaus Katzor, Annemarie Fritzsche, Rita Gerschner, Gitta Rost)                                                                                     |
| 1963/1964 | DDR-Einzelmeisterschaft      | Damendoppel | 1          | Rita Gerschner / Annemarie Seemann (Aktivist Tröbitz) |
| 1964/1965 | DDR-Einzelmeisterschaft      | Mixed       | 1          | Gottfried Seemann / Rita Gerschner (Aktivist Tröbitz) |
| 1964/1965 | DDR-Einzelmeisterschaft      | Damendoppel | 1          | Rita Gerschner / Beate Herbst (Aktivist Tröbitz / HSG DHfK Leipzig) |
| 1964/1965 | DDR-Einzelmeisterschaft      | Dameneinzel | 1          | Rita Gerschner (Aktivist Tröbitz) |
| 1964/1965 | DDR-Mannschaftsmeisterschaft | Mannschaft  | 1          | Aktivist Tröbitz (Gottfried Seemann, Gerolf Seemann, Erich Wilde, Klaus Katzor, Heinz Glormus, Gerhard Dietze, Peter Schurig, Gotthard Girke, Marlies Bissendorf, Gitta Rost, Annemarie Fritzsche, Rita Gerschner)   |
| 1965/1966 | DDR-Einzelmeisterschaft      | Damendoppel | 1          | Rita Gerschner / Annemarie Seemann (Aktivist Tröbitz) |
| 1965/1966 | DDR-Mannschaftsmeisterschaft | Mannschaft  | 1          | Aktivist Tröbitz (Gottfried Seemann, Joachim Schimpke, Gerolf Seemann, Peter Schurig, Erich Wilde, Klaus Katzor, Rita Gerschner, Annemarie Fritzsche, Gitta Rost)                                                    |
| 1965/1966 | DDR-Einzelmeisterschaft      | Dameneinzel | 1          | Rita Gerschner (Aktivist Tröbitz) |
| 1965/1966 | DDR-Einzelmeisterschaft      | Mixed       | 1          | Gottfried Seemann / Rita Gerschner (Aktivist Tröbitz) |
| 1966/1967 | DDR-Mannschaftsmeisterschaft | Mannschaft  | 1          | Aktivist Tröbitz (Gottfried Seemann, Joachim Schimpke, Erich Wilde, Klaus-Peter Färber, Klaus Katzor, Harry Deinert, Helfried Wunderlich, Gerhard Dietze, Ruth Mertzig, Rita Gerschner, Annemarie Fritzsche)         |
| 1966/1967 | DDR-Einzelmeisterschaft      | Mixed       | 1          | Gottfried Seemann / Rita Gerschner (Aktivist Tröbitz) |
| 1966/1967 | DDR-Einzelmeisterschaft      | Damendoppel | 2          | Rita Gerschner / Annemarie Seemann (Aktivist Tröbitz) |
| 1966/1967 | DDR-Einzelmeisterschaft      | Dameneinzel | 2          | Rita Gerschner (Aktivist Tröbitz) |
| 1967/1968 | DDR-Einzelmeisterschaft      | Damendoppel | 2          | Rita Gerschner / Annemarie Seemann (Aktivist Tröbitz) |
| 1967/1968 | DDR-Einzelmeisterschaft      | Dameneinzel | 2          | Rita Gerschner (Aktivist Tröbitz) |
| 1967/1968 | DDR-Mannschaftsmeisterschaft | Mannschaft  | 1          | Aktivist Tröbitz (Gottfried Seemann, Joachim Schimpke, Erich Wilde, Klaus-Peter Färber, Klaus Katzor, Ruth Mertzig, Annemarie Seemann, Rita Gerschner)                                                               |
| 1968/1969 | DDR-Mannschaftsmeisterschaft | Mannschaft  | 1          | Aktivist Tröbitz (Gottfried Seemann, Joachim Schimpke, Erich Wilde, Klaus-Peter Färber, Klaus Katzor, Roland Riese, Harry Deinert, Ruth Mertzig, Rita Gerschner, Annemarie Seemann, Angelika Seifert, Monika Thiere) |
| 1969/1970 | DDR-Mannschaftsmeisterschaft | Mannschaft  | 1          | Aktivist Tröbitz (Gottfried Seemann, Joachim Schimpke, Erich Wilde, Klaus-Peter Färber, Roland Riese, Klaus Katzor, Rita Gerschner, Monika Thiere, Annemarie Seemann)                                                |
| 1969/1970 | DDR-Einzelmeisterschaft      | Mixed       | 1          | Joachim Schimpke / Rita Gerschner (Aktivist Tröbitz) |
| 1969/1970 | DDR-Einzelmeisterschaft      | Damendoppel | 1          | Rita Gerschner / Monika Thiere (Aktivist Tröbitz) |
| 1970/1971 | DDR-Mannschaftsmeisterschaft | Mannschaft  | 1          | Aktivist Tröbitz (Gottfried Seemann, Joachim Schimpke, Erich Wilde, Harry Deinert, Klaus-Peter Färber, Roland Riese, Klaus Katzor, Werner Michael, Angelika Seifert, Monika Thiere, Rita Gerschner)                  |
| 1970/1971 | DDR-Einzelmeisterschaft      | Damendoppel | 1          | Rita Gerschner / Monika Thiere (Aktivist Tröbitz) |
| 1970/1971 | DDR-Einzelmeisterschaft      | Mixed       | 1          | Joachim Schimpke / Rita Gerschner (Aktivist Tröbitz) |
| 1971/1972 | DDR-Mannschaftsmeisterschaft | 2           | Mannschaft | Fortschritt Tröbitz (Gottfried Seemann, Joachim Schimpke, Klaus-Peter Färber, Roland Riese, Rainer Skobowsky, Klaus Katzor, Werner Michael, Rita Gerschner, Angelika Seifert, Monika Thiere)                         |
| 1972/1973 | DDR-Mannschaftsmeisterschaft | 2           | Mannschaft | Fortschritt Tröbitz (Gottfried Seemann, Gerhard Riese, Joachim Schimpke, Claus Cassens, Klaus-Peter Färber, Roland Riese, Klaus Katzor, Monika Thiere, Angelika Seifert, Rita Gerschner)                             |